# دير سان ميشيل اركانجلو في باسينانو
دير سان ميشيل اركانجلو في باسينانو (بالإنجليزية: Badia di Passignano)‏ هو دير تاريخي يقع في بلدية تافارنيلي فال دي بيزا في مقاطعة فلورنسا بإيطاليا ويعود إلى ما قبل سنة 1049م عندما تم التبرع به إلى جون جوالبيرت وتمت استعادتها.